# Carlos III de Mônaco
Carlos III (Paris, 9 de dezembro de 1818 – Marchais, 10 de setembro de 1889) foi o Príncipe de Mônaco de 1856 até sua morte. Era filho do príncipe Florestan I e sua esposa Maria Carolina Gibert de Lametz.
No dia 28 de Setembro de 1846, em Bruxelas, na Bélgica, ele desposou Antonieta de Mérode, filha de Werner Ghislaine, Conde de Mérode, e de Vitória, Condessa de Spangen-d'Uyternesse. Eles tiveram apenas um filho:
- Alberto I, Príncipe de Mônaco, nascido em 13 de Novembro de 1848.[2][3]

Em 1853, Carlos rebelou-se contra Florestan I e, quando seu plano de derrubar seu pai foi descoberto, foi encarcerado por tempo indefinido. Somente foi liberado e coroado com a morte dele, em 1856.
Durante seu reinado, as cidades de Menton e Roquebrune, constituindo quase 80% do território monegasco, foram vendidas à França, por 30000 francos, abrindo caminho para o formal reconhecimento francês da independência de Mônaco. As atividades diplomáticas do principado cresceram: em 1864, por exemplo, Carlos III concluiu o Tratado de Amizade com o Bei (governador) de Túnis, Muhammad III as-Sadiq, que também regulou relações comerciais marítimas.
Aconselhado por sua mãe, Carlos III fundou, com o dinheiro do dote de sua esposa e com os novos impostos, o famoso casino em Monte Carlo. Em 1885, seu rosto aparece na primeira emissão de selos de correio de Mônaco, substituindo os selos da França. Faleceu no Castelo de Marchais.